# David Vogel

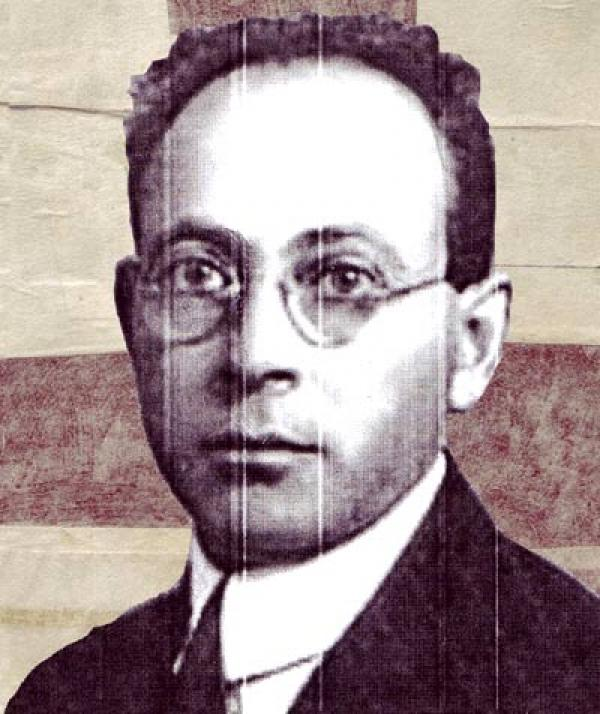
David Vogel (Jahr unbekannt)

David Vogel (geboren 15. Mai 1891 in Sataniw, Podolien, Russisches Kaiserreich; gestorben 1944 im KZ Auschwitz) war ein österreichischer Dichter, Romanautor und Tagebuchschreiber in hebräischer Sprache.

## Leben
Vogel wurde in der Westukraine geboren; sein Vater starb, als er noch klein war. Vogel lebte von 1909 oder 1910 an im damals russischen Wilna und kurz im  österreichisch-ungarischen Lemberg. 1912 übersiedelte er von dort nach Wien, wo er als Hebräisch-Lehrer tätig war und Deutsch lernte, aber arm blieb. Während des Ersten Weltkriegs war er zwei Jahre als feindlicher Ausländer interniert. Von 1919 an hatte er eine kurze Ehe mit der tuberkulosekranken Ilka.
Vermutlich 1925 hielt sich Vogel einige Zeit im Asyl für mittellose Juden der Königswarter-Stiftung im nunmehr italienischen Meran auf, um seine angegriffenen Lungen zu kurieren. Dort schrieb er die 1927 erschienene Novelle Im Sanatorium. Im gleichen Jahr übersiedelte Vogel, inzwischen mit österreichischem Pass, nach Paris, wo er drei Jahre lang blieb und auf Hebräisch schrieb.
1929/1930 hielt sich Vogel mit seiner zweiten Frau Ada Nadler in Palästina auf, konnte sich dort aber nicht integrieren. Er war psychisch unfähig, einen ihm angebotenen Posten als Gymnasiallehrer anzunehmen, wie er überhaupt nicht für das Berufsleben geeignet war. Das Ehepaar kehrte mit der dort geborenen Tochter Tamar (sie lebte später als Tamar Vogel Mizrahi in den Vereinigten Staaten) nach Europa zurück, um bis 1933 in Polen und in Berlin zu leben. Nach der Machtübergabe an die Nationalsozialisten flüchtete Vogel nach Paris.
Nach Ausbruch des Zweiten Weltkriegs wurde Vogel 1939 von den Franzosen als feindlicher Ausländer festgenommen und zunächst in das Internierungslager Arandon gebracht. Nach dessen Schließung im März 1940 wurde er in das Internierungslager Loriol-sur-Drôme verlegt, das er im Juni 1941 verlassen durfte. In seinem autobiografischen Text They All Went Out to Battle berichtete er über seine Internierungen. Der Text ist in der Sammlung Das Ende der Tage enthalten.
Nach der Besetzung Frankreichs durch die Wehrmacht lebte er bis 1944 in Hauteville im Département Ain, wurde dann von der Gestapo verhaftet und über Lyon und das Sammellager Drancy ins KZ Auschwitz deportiert, wo er umkam.

## Werk
Vogel verfasste expressionistische Gedichte, mehrere Novellen, den Roman „Eine Ehe in Wien“ und einen erst 2010 entdeckten weiteren Roman. 1923 erschien seine erste Gedichtesammlung. Sein Werk wurde aber erst nach seinem Tod anerkannt. Die (Wieder-)Entdeckung Vogels leitete Mitte der 1950er Jahre der israelische Dichter Natan Zach ein. Heute wird David Vogel vom Institut zur Übersetzung hebräischer Literatur als großer Erneuerer der hebräischen Literatur und als wichtiger zentraleuropäischer Schriftsteller bezeichnet.